# Gallicano
Gallicano là một đô thị ở tỉnh Lucca trong vùng Toscana, có cự ly khoảng 70 km về phía tây bắc của Florence và khoảng 25 km về phía tây bắc của Lucca. Tại thời điểm ngày 31 tháng 12 năm 2004, đô thị này có dân số 3.837 người và diện tích là 30,5 km².
Gallicano giáp các đô thị: Barga, Borgo a Mozzano, Castelnuovo di Garfagnana, Coreglia Antelminelli, Fabbriche di Vallico, Fosciandora, Molazzana, Vergemoli.

## Main sights
- The Rocca (Castle) of Trassilico.